# Crystal Nuns Cathedral
Crystal Nuns Cathedral is het 35e studioalbum van de Amerikaanse indierockband Guided by Voices. Het album werd uitgebracht op 4 maart 2022 en was het eerste album van de band in 2022. Travis Harrison verzorgde de productie.

## Ontvangst
Fred Thomas van AllMusic noemde het album in zijn recensie "(...) one of the band's stronger entries". Volgens hem bevat het album consistentie, terwijl de band daar niet om bekend staat. Experimenten zijn volgens Thomas beperkt tot het chaotische nummer 'Huddled' of 'Birds in the Pipe' dat traag op gang komt. Het nummer 'Excited Ones' werd door Jon Blistein van Rolling Stone omschreven als "big power-pop energy with its stomping drums and guitars that crunch with just a bit of jangle." Paul Rowe van PopMatters gaf het album een 9. Hij noemde het album een "startling late-career classic". Rowe prees het productiewerk van Travis Harrison dat hij "the most cultivated production possible" noemde.

## Nummers
Alle muziek en teksten zijn geschreven door Robert Pollard. 
| Nr. | Titel                                 | Duur |
| --- | ------------------------------------- | ---- |
| 1.  | Eye City (cello; Chris George)        | 4:11 |
| 2.  | Re-develop                            | 3:05 |
| 3.  | Climbing a Ramp (cello; Chris George) | 2:39 |
| 4.  | Never Mind the List                   | 2:49 |
| 5.  | Birds in the Pipe                     | 2:55 |
| 6.  | Come North Together                   | 2:52 |
| 7.  | Forced to Sea                         | 3:33 |
| 8.  | Huddled                               | 2:49 |
| 9.  | Excited Ones                          | 3:03 |
| 10. | The Eyes of Your Doctor               | 4:05 |
| 11. | Mad River Man                         | 4:12 |
| 12. | Crystal Nuns Cathedral                | 1:45 |

## Bezetting
- Robert Pollard, zang
- Doug Gillard, gitaar
- Bobby Bare jr., gitaar
- Mark Shue, bas
- Kevin March, drums